# Dr Pepper Snapple Group
Dr Pepper Snapple Group (também chamada de Dr Pepper / 7up Inc.) foi uma empresa multinacional norte-americana de refrigerantes com sede em Plano, no Texas, e desde julho de 2018 é uma divisão do conglomerado publicamente negociado Keurig Dr Pepper.
A empresa, antes chamada Cadbury Schweppes Americas Beverages, parte da Cadbury Schweppes, em 5 de maio de 2008 se desligou da Cadbury Schweppes formando a Dr Pepper Snapple Group e negociando suas ações a partir de 7 de maio de 2008 na NYSE como "DPS". O restante da Cadbury Schweppes formou a Cadbury, um grupo voltado para a confeitaria, em 5 de maio de 2008.
Em 9 de julho de 2018, a Keurig Green Mountain adquiriu a Dr Pepper Snapple Group, se tornando a Keurig Dr Pepper; no dia seguinte, a empresa incorporada começou a negociar novamente na NYSE como "KDP".

## História
As engarrafadoras Beverage America e Select Beverages foram compradas do Carlyle Group em fevereiro de 1998. Snapple, Mistic e Stewart's (que antes era chamada Cable Car Beverage) foram vendidos pela Triarc Companies, Inc. para a Cadbury Schweppes em 2000 por US$ 1,45 bilhão. Em outubro do mesmo ano, a Cadbury Schweppes comprou a Royal Crown Cola da Triarc.
Em 2006 e 2007, a Cadbury Schweppes comprou a Dr Pepper/Seven Up Bottling Group, além de vários outros engarrafadores regionais. Isso permitiu que a DPS engarrafasse muitas de suas próprias bebidas, contrariando a recente decisão de muitos engarrafadores da Pepsi e da Coca-Cola que haviam abandonado seus produtos Dr Pepper e Snapple para passar a engarrafar seus produtos. Algumas das marcas Dr Pepper/Seven Up ainda são licenciadas para Pepsi, Coca-Cola e engarrafadores independentes em várias regiões dos Estados Unidos e do Canadá. 
Em novembro de 2007, a Cadbury Schweppes anunciou sua abertura de capital da unidade de bebidas. Em maio de 2008, a Cadbury Schweppes cindiu suas participações em bebidas, sendo criada logo depois a Dr Pepper Snapple Group.
A Dr Pepper Snapple Group é detentora dos direitos de nomeação das instalações do Dallas Stars, a Dr Pepper Arena, localizada em Frisco, no Texas. Ela também oferece os direitos de bebidas não alcoólicas às concessões de cada instalação por consequência dos acordos, e também os patrocínios com a franquia da NHL.
Em 2008, a Dr Pepper Snapple Group comprou uma pequena participação na Big Red, Inc, fabricante do Big Red, NuGrape, Nesbitt's e outras bebidas com sabor.
Em 2014, a empresa anunciou seu objetivo de diminuir o uso de polietileno tereftalato (PET) em suas garrafas plásticas. A Dr Pepper Snapple reduziu a quantidade de PET em suas garrafas em mais de 60 milhões de libras entre 2007 e 2014.
Em 22 de novembro de 2016, a Dr Pepper Snapple planejou comprar a Bai Brands por US$ 1,7 bilhão. Antes, ela havia comprado uma participação minoritária na empresa por US $ 15 milhões em 2015.
Em 29 de janeiro de 2018, a Keurig Green Mountain anunciou a aquisição do Dr Pepper Snapple Group em um acordo de US$ 18,7 bilhões. A nova empresa se chamaria Keurig Dr Pepper e seria negociada publicamente na Bolsa de Valores de Nova York. Os acionistas do Dr Pepper Snapple Group deteriam 13% da empresa combinada, enquanto o acionista da Keurig Mondelez International possuiria 13 a 14%, e a JAB Holdings possuiria a participação majoritária restante. A compra e fusão foi concluída em 9 de julho de 2018. Larry Young, presidente e CEO do Dr Pepper Snapple Group, extinguiu esses cargos e passou a fazer parte do conselho de administração da Keurig Dr Pepper.

## Produtos
- 7 Up (apenas nos Estados Unidos; os direitos do 7 Up são mantidos pela PepsiCo ou suas licenças em todos os outros mercados)
- A&W Root Beer
- Aguafiel
- Bai Brands
- Big Red
- Cactus Cooler
- Canada Dry (América do Norte) (UK Schweppes/The Coca-Cola Company)
- Canfield's (área de Chicago)
- Clamato
- Crush
- Dejà Blue
- Diet Rite
- Dr Pepper (direitos mantidos pela The Coca-Cola Company na maioria da Europa, pela PepsiCo na Polônia, Austrália, Nova Zelândia e Canadá), e pela Spendrups na Suécia.
- Hawaiian Punch
- Hires
- IBC Root Beer
- Margaritaville
- Mistic
- Mott's
- Mr & Mrs T
- Nantucket Nectars
- Nehi
- Orangina (América do Norte; marca propriedade da Suntory no resto do mundo)
- Peñafiel
- RC Cola
- ReaLemon
- ReaLime
- Rose's
- Schweppes
- Snapple
- Squirt
- Stewart's Fountain Classics
- Sun Drop
- Sunkist (fabricado sob licença)
- Tahitian Treat (bebida do sudeste dos EUA)
- Venom Energy
- Vernors
- Wink
- Yoo-hoo